# Coupe des îles Féroé de football 2021
Navigation
Løgmanssteypið 2020 Løgmanssteypið 2022
La Coupe des Îles Féroé 2021 de football est la 67e édition de la Løgmanssteypið (Trophée du Premier Ministre) et a été créée en 1955. Le tenant du titre est le HB Tórshavn.
La finale du tournoi se dispute à Tórshavn au stade Tórsvøllur.
Le B36 Tórshavn signe son 7e succès cette année.

## Qualification européenne
Le vainqueur de la Coupe des îles Féroé est qualifié pour le premier tour de qualification de la Ligue Europa Conférence 2022-2023. S'il est déjà qualifié pour cette compétition via la Betrideildin, le championnat offre une place européenne supplémentaire.

## Format
Prenant place entre les mois d'avril et de décembre 2021, la compétition se décompose en cinq phases allant du premier tour jusqu'à la finale. Seules les équipes premières participent à la compétition.

## Clubs participants
| \| EBS 07V B36 HB B68 ÍF KÍ NSÍ TB VÍK SÍF B71 HOY ROY SUð MB UFF AB \| Localisation des clubs engagés dans la coupe nationale 2021. |
| EBS 07V B36 HB B68 ÍF KÍ NSÍ TB VÍK SÍF B71 HOY ROY SUð MB UFF AB                                                                    |

- 07 Vestur - Betrideildin
- B36 Tórshavn - Betrideildin
- B68 Toftir - Betrideildin
- EB/Streymur - Betrideildin
- HB Tórshavn - Betrideildin Tenant du Titre
- ÍF Fuglafjørður - Betrideildin
- KÍ Klaksvík - Betrideildin
- NSI Runavik - Betrideildin
- TB Tvøroyri - Betrideildin
- Víkingur Gøta - Betrideildin
- AB Argir - 1.deild
- B71 Sandoy - 1.deild
- Skála ÍF - 1.deild
- FC Suðuroy - 1.deild
- FC Hoyvík - 2.deild
- Royn Hvalba - 2.deild
- Undrið FF - 2.deild
- MB Miðvágur - 3.deild

## Résultats

### Premier tour
Quatre clubs engagés prennent part au premier tour. les quatorze équipes restantes passent directement en huitièmes de finale.
| Date          | Équipe 1    | Résultat      | Équipe 2  |
| ------------- | ----------- | ------------- | --------- |
| 10 avril 2021 | MB Miðvágur | 0 - 3 Forfait | Undrið FF |
| 10 avril 2021 | Royn Hvalba | 0 - 3         | FC Hoyvík |

### Huitièmes de finale
| Date          | Équipe 1        | Résultat | Équipe 2    |
| ------------- | --------------- | -------- | ----------- |
| 18 avril 2021 | 07 Vestur       | 3 - 0    | FC Hoyvík   |
| 18 avril 2021 | B36 Tórshavn    | 6 - 0    | AB Argir    |
| 18 avril 2021 | ÍF Fuglafjørður | 3 - 0    | FC Suðuroy  |
| 18 avril 2021 | B68 Toftir      | 3 - 0    | EB/Streymur |
| 18 avril 2021 | Víkingur Gøta   | 2 - 0    | Skála ÍF    |
| 18 avril 2021 | B71 Sandoy      | 2 - 1    | Undrið FF   |
| 18 avril 2021 | TB Tvøroyri     | 0 - 2    | HB Tórshavn |
| 20 avril 2021 | KÍ Klaksvík     | 1 - 2    | NSÍ Runavík |

### Quarts de finale
| Date              | Équipe 1        | Résultat | Équipe 2      |
| ----------------- | --------------- | -------- | ------------- |
| 28 mai 2021       | NSÍ Runavík     | 3 - 0    | 07 Vestur     |
| 29 mai 2021       | EB/Streymur     | 2 - 3    | B36 Tórshavn  |
| 30 mai 2021       | ÍF Fuglafjørður | 2 - 3    | Víkingur Gøta |
| 22 septembre 2021 | B71 Sandoy      | 0 - 5    | HB Tórshavn   |

### Demi-finales
Les matchs aller sont joués le 21 novembre et les matchs retour huit jours plus tard le 29 novembre.
| Équipe 1      | Résultat          | Équipe 2     | Aller | Retour   |
| ------------- | ----------------- | ------------ | ----- | -------- |
| Víkingur Gøta | 1 - 3             | B36 Tórshavn | 1 - 0 | 0 - 3    |
| NSÍ Runavík   | 4 - 4 (7 - 6 tab) | HB Tórshavn  | 2 - 2 | 2 - 2 ap |

### Finale
| 4 décembre 2021 | NSÍ Runavík       | 1 - 1 ap       | B36 Tórshavn         | Tórsvøllur, Tórshavn        |                             |
| 17h00           | Aron Knudsen 10e  | (1 - 1, 1 - 1) | 30e Andrass Johansen | Arbitrage : Eiler Rasmussen | Arbitrage : Eiler Rasmussen |
| 17h00           | Rapport           |                |                      | Arbitrage : Eiler Rasmussen | Arbitrage : Eiler Rasmussen |
| 17h00           | Tirs au but 3 - 4 |                |                      | Arbitrage : Eiler Rasmussen | Arbitrage : Eiler Rasmussen |

### Classement des buteurs
| # | Buteur                    | Club         | Buts |
| - | ------------------------- | ------------ | ---- |
| 1 | Klæmint Olsen             | NSÍ Runavík  | 5    |
| 2 | Trondur Arge              | FC Hoyvík    | 3    |
| 2 | Hilmar Leon Jakobsen (en) | HB Tórshavn  | 3    |
| 2 | Bjarki Nielsen            | B36 Tórshavn | 3    |